# El vals de los inútiles
El vals de los inútiles és una pel·lícula documental xilena-argentina dirigida i escrita per Edison Cajas. Va ser estrenada el 2013 al Festival Internacional de Cinema de Valdivia, i va arribar a les sales xilenes l'any següent.

## Sinopsi
El documental retrata dues històries paral·leles entorn de les mobilitzacions estudiantils de 2011 a Xile: Darío Díaz, un adolescent immers en el clima polític del seu col·legi, el Institut Nacional General José Miguel Carrera, i José Miguel Miranda, antic pres i torturat de la dictadura de Pinochet trobaran en la mobilització social el sentit de la seva pròpia història.

## Nominacions i premis
Va participar en el Festival Internacional de Cinema de Valdivia, en el que va guanyar el premi especial del jurat. Fou nominada al Premi Platino a la millor pel·lícula documental en la II edició dels Premis Platino del 2015